# Saphan Sung
Saphan Sung (tiếng Thái: สะพาน สูง; IPA: [sà.p ʰ ā ː n sǔ ː n]) là một quận của Bangkok, Thái Lan. Quận Saphan Sung có diện tích km2, dân số là người.
Saphan Sung được bao quanh bởi các huyện khác của Bangkok (từ phía bắc theo chiều kim đồng hồ): Khan Na Yao, Min Buri, Lat Krabang, Prawet, Suan Luang, Bang Kapi, và Bueng Kum.
Saphan Sung đã được tách ra từ Bueng Kum theo công bố ngày 14 tháng 10 năm 1997, có hiệu lực ngày 21 tháng 11 1998, cùng với Khan Na Yao. Saphan Sung có nghĩa là cây cầu cao đề cập đến hình dạng của cây cầu được xây dựng trên các khlong (kênh Thái Lan) trở lại khi thuyền là một phương tiện giao thông chính.